# China Force
China Force est une équipe de super-héros appartenant à l'univers de Marvel Comics. Créée par le scénariste Bill Mantlo et le dessinateur Jim Lee, l'équipe est apparue pour la première fois dans Alpha Flight vol. 1 #64 de novembre 1988.

## Biographie de l'équipe
China Force est une équipe de super-soldats chinois dont les noms de code reposent sur l'astrologie chinoise. Leur mission est de retrouver, protéger ou éliminer les citoyens du pays faisant preuve de pouvoirs particuliers.
Leur première apparition connue eut lieu au Canada, alors qu'ils étaient à la recherche du Dragon de Jade, en fuite avec la Division Alpha.
L'équipe élimina les gardes canadiens ayant récupéré le Dragon et s'apprêtaient à l'extracter du payx quand ils tombèrent sous l'influence de la Dreamqueen. Ils atterrirent près du West Edmonton Hall, pensant être en Chine. Dreamqueen les utilisa pour affronter la Division Alpha lancée à sa poursuite.
Laura Dean et Shaman réussirent à les renvoyer en Chine grâce à un portail de téléportation. Le Dragon de jade décida de repartir lui aussi en Chine pour prouver son innocence.

## Composition de l'équipe
- Bœuf, possédant une super-force proche de celle de Sasquatch.
- Rat, une femme équipée d'une combinaison. Ses griffes sont enduites d'un puissant paralysant donnant la fièvre. Le poison rend inconscient et empêche les transformations pendant 24 heures.
- Serpent, pouvant étirer ses membres jusqu'à 30 mètres.

Quatre autres membres sont morts ou ont disparu, fuyant le régime communiste.
- Cheval (décédé), combattant martial. Il fut tué dans une chute à Hong-Kong.
- Chien, possédant un sens de l'odorat accru. Il est devenu mercenaire et a travaillé pour le Caïd.
- Lapin (présumé mort), expert tactique pouvant faire des bonds de 15m de long. Elle était la supérieure sur le terrain. Elle fut tuée par Reignfire quand il libéra le Front de libération mutant.
- Singe, acrobate et funambule très agile.